# Ramp (Magazin)
ramp ist ein deutsches Avantgarde-Automagazin und erscheint seit 2007 bei ramp.publishing (ehemals Red Indians Publishing). Seit 2017 ist ramp.publishing Teil der ramp.space GmbH & Co. KG in Reutlingen. Chefredakteur des Magazins ist Michael Köckritz.

## Geschichte
Das Magazin ramp wurde 2008 und 2010 von der LeadAcademy als Bestes Automagazin Deutschlands sowie beim Druckschriftenwettbewerb mit der berliner type und dem Innovationspreis der deutschen Druckindustrie ausgezeichnet. Bereits im ersten Jahr seines Erscheinens wurde ramp bei den Mercury Excellence Awards 2007/2008 zunächst mit einem Grand Award für das beste nichtenglische Magazin ausgezeichnet. Es folgten Grand Awards 2008/2009, 2009/2010 und 2010/2011 als bestes Design-Magazin. 2012 gewann ramp den Wettbewerb Cover des Jahres 2012.
Im Jahr 2011 startete Red Indians Publishing die Line Extensions rampstyle, 2013 rampdesign und rampclassics. Seit 2013 erscheint ramp auch in China als Lizenzausgabe unter dem Titel ramp Car.Culture.Magazine und erscheint bis zu 12 Mal jährlich. Seit 2017 erscheinen englische Ausgaben sowohl von ramp als auch rampstyle analog zur deutschen Ausgabe.
Seit 2017 firmiert Red Indians unter ramp.space GmbH & Co. KG als Kombination aus Independent-Verlag ramp.publishing mit der 2017 gegründeten Agentur für inhaltbasierte strategische Markenkommunikation ramp.studio vereint. Köckritz fungiert als Geschäftsführer, Chefredakteur und Kreativdirektor für beide Unternehmensbereiche.